# Irving (Wisconsin)
Irving – miasto w Stanach Zjednoczonych, w stanie Wisconsin, w hrabstwie Jackson.